# Wilhelm Lorenz (astronome)
Pour les articles homonymes, voir Wilhelm Lorenz.
Wilhelm Lorenz est un astronome allemand né le 14 mars 1886 à Karlsruhe et décédé le 13 juillet 1918 à Mannheim.

| (665) Sabine      | 22 juillet 1908 |
| (674) Rachèle     | 28 octobre 1908 |
| (678) Fredegundis | 22 janvier 1909 |
| (685) Hermia      | 12 août 1909    |